# Julio Cusurichi Palacios
Julio Cusurichi Palacios é um importante ambientalista peruano da região de Madre de Deus, no Peru. Ele foi um dos vencedores do Prémio Ambiental Goldman em 2007.